# 로보게이샤
《로보게이샤》(일본어: ロボゲイシャ)는 2009년 개봉한 일본의 SF 액션 영화이다. 이구치 노보루가 감독과 각본을 맡았다.